# Alonsoa
Alonsoa es un género con 70 especies de plantas de flores perteneciente a la familia Scrophulariaceae. El género incluye tanto especies herbáceas y arbustivas.
El género es nativo de Centroamérica y el oeste de América del Sur, desde México al sur de Perú y Chile. Las Alonsoas crecen hasta alrededor de 30-100 cm de altura, y tienen hojas reducidas, en términos generales ovales,  serradas. de color rojo, naranja, amarillo, blanco o azul que nacen en un terminal suelto o racimo. 

## Especies seleccionadas
- Alonsoa acutifolia
- Alonsoa acutifolia
- Alonsoa albiflora
- Alonsoa auriculata
- Alonsoa bidentata
- Alonsoa cajamarcensis
- Alonsoa caulialata - Huaccyanccacha del Perú[1]
- Alonsoa grandiflora
- Alonsoa linearis
- Alonsoa meridionalis - Flor del soldado[1]
- Alonsoa warscewiczii